# Učinek Pepelke
V evolucijski psihologiji se pojem učinek Pepelke nanaša na višjo incidenco različnih oblik zlorabe otroka s strani krušnih staršev. Imenuje se po pravljičnem liku Pepelki. Evolucijski psihologi opisujejo učinek kot ostanek adaptivne reproduktivne strategije med primati, po kateri samci pogosto ubijejo potomce drugih samcev, da bi njihovo mater spravili  v estrus in pridobili možnost, da jo oplodijo sami. Za to teorijo obstajajo podporni in izpodbijajoči dokazi.